# Pont de Vallcanera
Pont de Vallcanera és un pont romànic de Sils (Selva) inclosa a l'Inventari del Patrimoni Arquitectònic de Catalunya.

## Descripció
Es tracta de l'antic pont de pedra medieval del Camí Reial que travessava la riera de Vallcanera poc abans d'arribar a Mallorquines. Originalment era de doble vessant i d'un sol ull d'arc de mig punt.
Actualment només en queda la base de l'estrep de llevant. És una estructura quadrangular que mesura aproximadament 5,30 m d'amplada, 6 m de llargada i 1,40 m d'alçada. L'aparell és de pedra lligada amb argamassa.

## Història
El pont medieval de l'antic Camí Reial, que en època romana era la Via Augusta, va entrar en desús quan es va construir la carretera GI-555. L'any 1971 se’l va endur una rierada i actualment, degut a la vegetació, és difícil localitzar-ne les restes.
Joan Llinàs el data entre els segles xiii i xiv, però segurament fou objecte de reconstruccions i intervencions posteriors.